# Booster Lake
Booster Lake är en sjö i Kanada.   Den ligger i provinsen Manitoba, i den sydöstra delen av landet, 1 600 km väster om huvudstaden Ottawa. Booster Lake ligger 308 meter över havet. Arean är 5,4 kvadratkilometer. Den sträcker sig 3,7 kilometer i nord-sydlig riktning, och 4,1 kilometer i öst-västlig riktning.
I omgivningarna runt Booster Lake växer i huvudsak blandskog. Trakten runt Booster Lake är nära nog obefolkad, med mindre än två invånare per kvadratkilometer.